# Lagunas, Santiago Lachiguiri
Lagunas är en ort i Mexiko.   Den ligger i kommunen Santiago Lachiguiri och delstaten Oaxaca, i den sydöstra delen av landet, 500 km sydost om huvudstaden Mexico City. Lagunas ligger 977 meter över havet och antalet invånare är 110.
Terrängen runt Lagunas är lite bergig, och sluttar norrut. Runt Lagunas är det glesbefolkat, med 9 invånare per kvadratkilometer. Närmaste större samhälle är Santa María Nativitas Coatlán, 6,5 km norr om Lagunas. I omgivningarna runt Lagunas växer i huvudsak städsegrön lövskog.